# مردمان فارسی‌زبان
مردمان فارسی‌زبان یکی از بزرگترین گروه‌های زبانی هندواروپایی را در جهان تشکیل می‌دهند. مهم‌ترین جمعیت فارسی‌زبان دنیا در کشورهای ایران، افغانستان، تاجيكستان و ازبكستان متمرکز شده‌اند.
گروه های فارسی‌زبان عبارت‌اند از:
- فارسی‌زبانان(ایران)
- تاجیک‌ها(تاجیکستان،ازبکستان،افغانستان)
- مردمان هزاره(افغانستان،ایران،کویته پاکستان)
- مردم ایماق(افغانستان)
- تات‌های قفقاز(داغستان و جمهوری آذربایجان)
- مردمان باصری(ایران)
- عجمیان(بحرین و کویت)